# Раїна Соломирецька
Раїна з Гостських Соломирецька (пол. Regina z Hosckich (Hojskich) Sołomerecka; пом. межи 13 жовтням та 6 листопада 1545) — руська шляхтянка герба Кирдій, донька київського каштеляна Гаврила Романовича Гостського й Катерини Єловицької. Прослинула як православна фундаторка й меценатка.    

## Життєпис
Вона вийшла заміж за кн. Миколая-Льва Соломирецького, із 1608 року смоленського підкоморія, а з 1623 — смоленського каштеляна. Після його смерті у шлюб більше не вступала. По безпотомній кончині брата Романа, жінка успадкувала отчинні володіння, зокрема містечко Гоща, в яке її ув'язали 24 липня 1635. Залишившися «остатнею сукцесоръкою дому и фамилии ихъ милости пановъ Гойскихъ, а хотячы, абы с того дому вечная памятка на хвалу Божию зоставала», Раїна заклала православний монастир св. Михайла з вищою школою (переведену з Вінниці), яка стала зватися Гощською академією. Згодом віддала монастир у підпорядковання Митрополитові Петрові Могилі і собору Київського Братського монастиря. Першими ректорами у Гощі були ігумен Ігнатій Оксенович-Старушевич та Інокентій Ґізель.  
Неабияку роль у відкритті монастиря й школи при ньому зіграла дружина брата Романа Гостського — Олександра Немирич, аріанка за віросповіданням. Вона всіляко підтримувала та сприяла справі Раїни, зокрема дозволила викупити на потреби монастиря село Курозвани.
Відомо, що Раїна княгиня Соломирецька підтримувала Пинське братство. У 1640 року пожертвувала «на братство Богоявления при церкви Св. Духа один пляц с домом подле церкви Воскресенской, а другой дом и пляц, заселённый мещанами, за монастырём Пречистой, которые прежде имели быть отданы монастырю Варваринскому». Померла у кінці 1645 року. Залишила частину великого спадку для монастиря св. Михаїла та академії в Гощі.

## Родина
Діти:
- Олена (Гелена), дружина 1) Яцека Олександра Корицінського, сандомирського хорунжого; 2) Фрацішека Кшиштофа Сапіги, стольника великого литовського
- Доміцела (д/н — 1659), дружина князя Миколая Четвертинського
- Евґрація, дружина Генрика Кашовського, віленського каштеляна